# Amy Turner (rugby à XV, juillet 1984)
Pour les articles homonymes, voir Amy Turner et Turner.
Pas d'image ? Cliquez ici

a Compétitions nationales et continentales officielles uniquement.

b Matchs officiels uniquement.
Dernière mise à jour le 23 juillet 2024.
Amy Turner, née le 31 juillet 1984 à Epsom (Angleterre), est une joueuse internationale anglaise de rugby à XV occupant le poste de demi de mêlée. Elle peut également jouer talonneur ou centre. Après sa carrière de joueuse, elle devient entraîneuse.

## Biographie
Amy Turner dispute deux Coupes du monde avec sa sélection, en 2006 et 2010, terminant à chaque fois à une place de finaliste.
Après sa carrière de joueuse, elle devient entraîneuse.

## Palmarès
- 59 sélections en équipe d'Angleterre
- Participation au Tournoi des Six Nations
- Participation à la Coupe du monde en 2006 et 2010.